# Plateau Klastline
Le plateau Klastline (en anglais : Klastline Plateau) est un plateau à la transition entre le plateau Stikine et la chaîne Skeena, en Colombie-Britannique au Canada.
Il est délimité entre la Stikine au nord, la partie supérieure de l'Iskut au sud, la Mess Creek à l'ouest et la Klappan à l'est.